# Stoke (Québec)
Stoke è un comune del Canada, situato nella provincia del Québec, nella regione di Estrie.